# NMBS Type 1 (1935)
De locomotief Type 1 was een stoomlocomotief van de Nationale Maatschappij der Belgische Spoorwegen in dienst tussen 1935 en 1962, en voornamelijk gebruikt voor expresstreinen.
De 1.002 is bewaard en staat momenteel in het museum te Treignes

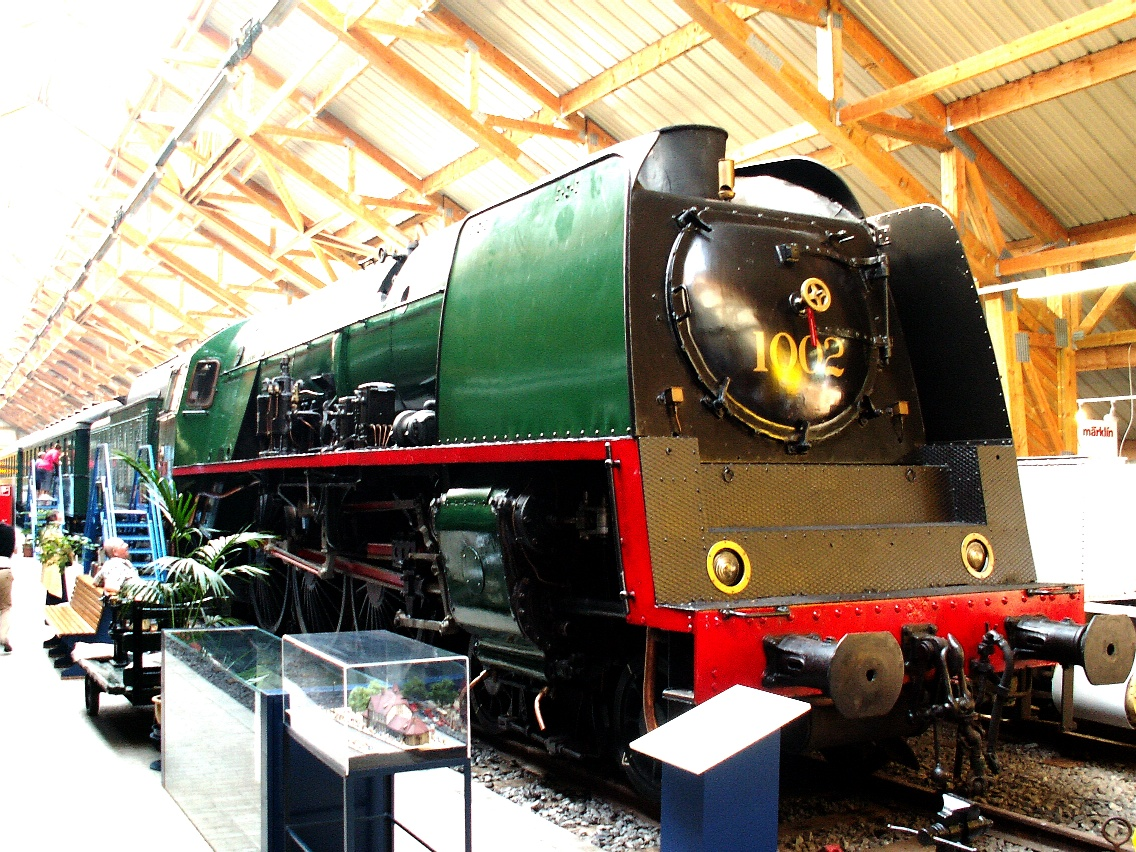